# Ikona Matki Bożej „Życiodajne Źródło”
Ikona Matki Bożej "Życiodajne Źródło" – cudowna ikona Matki Bożej.  

## Opis
Ikona przedstawia Matkę Bożą z Dzieciątkiem Jezus na rękach wyłaniającą się ze źródła wody. Zależnie od wariantu, na ikonie mogą pojawiać się elementy krajobrazu nawiązującego do legendy związanej z napisaniem ikony, ludzie modlący się o cuda za pośrednictwem Matki Bożej lub aniołowie.

## Historia
Według legendy, ok. 450 żołnierz bizantyjski, późniejszy cesarz Leon I, przechodził w pobliżu Złotych Wrót Konstantynopola. Spotkał tam niewidomego człowieka, który poprosił go o pomoc w znalezieniu wody do picia. Żołnierz zaczął jej szukać, jednak nie mógł znaleźć żadnego źródła. Nagle usłyszał głos, który nakazał mu udać się do rosnącego w pobliżu zagajnika, odnaleźć zapuszczone źródło i dać niewidomemu pić, a następnie przemyć tą samą wodą jego oczy. Ten sam głos nazwał go cesarzem. Leon zrozumiał, że mówi do niego Matka Boża i postąpił tak, jak nakazała. Wówczas ślepy odzyskał wzrok. W 457 Leon I został cesarzem bizantyjskim. Zbudował wtedy cerkiew nad cudownym źródłem, w którym to miejscu zdarzały się kolejne przypadki uzdrowień. W cerkwi znajdowała się napisana z tej okazji ikona.
Po zdobyciu Konstantynopola przez Turków cerkiew została zburzona, pozostawiono jedynie niewielką kaplicę nad źródłem. Po 1821 i ona została zrujnowana. Dopiero w 1833 chrześcijanie uzyskali zgodę na odbudowę cerkwi, poświęconej dwa lata później. Została ona ponownie zniszczona w 1955. Obecnie na miejscu źródła znajduje się mniejsza kaplica, w której znajduje się kopia ikony. W wielu wariantach jest ona również czczona w Rosji i Grecji.